# 2016贺岁福字3元银币
2016年贺岁银质纪念币，又稱2016年賀歲福字3元銀幣，是中國人民銀行於2015年12月15日發行的贵金属賀歲紀念幣，面值為人民幣3元。是2015年開始的第二年以「賀歲主題」單獨發行的纪念币項目。

## 外部連結
- 中国人民银行公告〔2015〕第37号（页面存档备份，存于） 中國金幣總公司中國金幣網